# Saint-Léger-sous-Brienne
Saint-Léger-sous-Brienne – miejscowość i gmina we Francji, w regionie Grand Est, w departamencie Aube.
Według danych na rok 1990 gminę zamieszkiwało 316 osób, a gęstość zaludnienia wynosiła 23 osób/km².